# Victor Wanyama
Victor Mugubi Wanyama (Nairobi, 25 de junio de 1991) es un futbolista keniano, juega como centrocampista y su equipo es el Dunfermline Athletic F. C. del Campeonato de Escocia.
Se convirtió en el primer jugador de la historia de Kenia en marcar un gol en la Liga de Campeones de la UEFA, cuando anotó el primer gol en la victoria del Celtic F. C. por 2-1 sobre el F. C. Barcelona el 7 de noviembre de 2012.
Es el hermano menor del también jugador de fútbol McDonald Mariga.

## Carrera de juvenil
Wanyama asistió a la Kamukunji High School, una escuela con un exitoso equipo de fútbol. Al salir de la escuela secundaria, también jugó con JMJ Academia por tres años durante los cuales también se unió a los clubes Nairobi City Stars y AFC Leopards de la Kenyan Premier League.En 2006 se incorporó al Helsingborgs IF de la Allsvenskan,  pero después de la partida de su hermano McDonald Mariga al Parma F.C. (un equipo de la Serie A) en 2007, Wanyama retornó a Kenia.

## Carrera

### Beerschot A. C.
Después de una prueba exitosa, Wanyama firmó por Beerschot A. C. con un contrato de cuatro años en el verano de 2008. Hizo su debut en un partido de Liga al final de la temporada 2008-2009. En septiembre de 2009, se le impuso una multa de 900 € y recibió una suspensión de tres partidos por una entrada violenta a Matías Suárez, jugador del Anderlecht.
En el verano de 2011 el Celtic F. C. de la Scottish Premier League intentó ficharlo, pero la dirigencia del Beerschot no permitió que se fuera. El club ruso PFC CSKA Moscú también mostró interés en su firma, pero fueron negociaciones infructuosas.
Wanyama anotó su primer gol con el Beerschot el 29 de diciembre de 2010 en el minuto 90+9 para el empate contra Westerlo. En abril de 2012, recibió otra suspensión de tres partidos después de que las pruebas de vídeo demostraron que había codeado a Brecht Dejaeghere del K.V. Kortrijk.

### Celtic F. C.

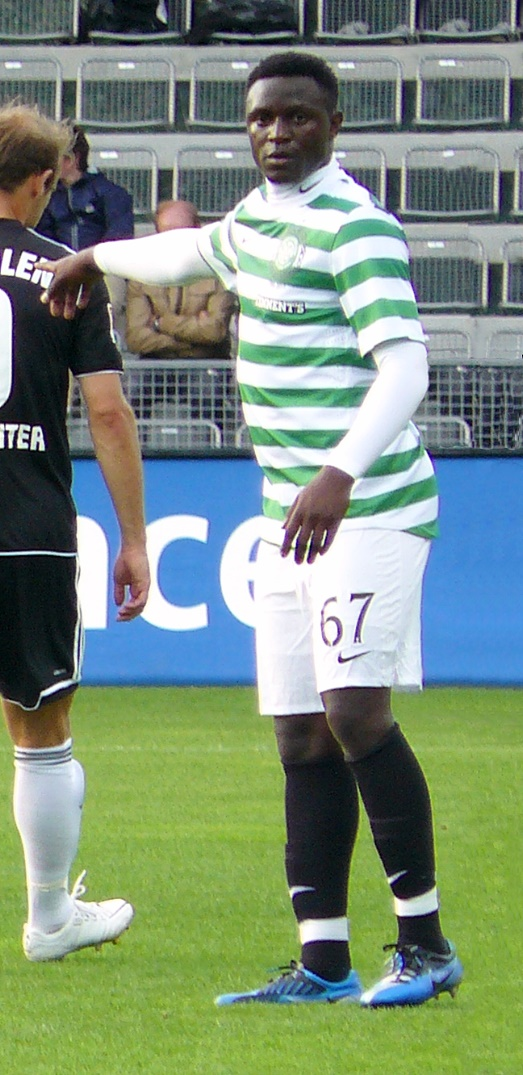
Wanyama jugando en el Celtic, 2012

El 9 de julio de 2011, Wanyama fue traspasado al Celtic Glasgow por un monto cercano a los 900 000 £. Wanyama firmó un contrato por cuatro años, convirtiéndose en el primer keniata en disputar la SPL. Wanyama escogió el 67 como su número de camiseta en un homenaje a los Lisbon Lions, nombre con el que fue conocido el histórico equipo del Celtic que ganó la Copa de Europa en 1967.
Wanyama hizo su debut el 21 de agosto de 2011, en la derrota 1–0 ante St. Johnstone. En esa ocasión, jugó como defensa central. Llegó como un sustituto tardío en una victoria por 4-0 sobre Motherwell, y jugó para la segunda mitad en una victoria por 2-0 de la Copa de la Liga sobre el Condado de Ross. El 29 de septiembre de 2011, comenzó en el empate 1–1 del Celtic con el equipo italiano Udinese en la Europa League. Este fue su primer partido europeo para el club. El 10 de diciembre de 2011, Wanyama anotó su primer gol para el Celtic en una victoria por 1-0 sobre Hearts en el Celtic Park, un tremendo golpe de 25 yardas que llegó a la esquina superior. Su actuación durante diciembre le valió el premio al jugador más joven del mes de la Premier League de Escocia.  Marcó su segundo gol celta el 2 de enero de 2012 en una victoria por 3-0 contra Dunfermline en East End Park. Wanyama anotó en la victoria de Celtic por 2-1 contra Dundee United en Celtic Park y en la victoria por 4-0 contra Hearts en Tynecastle.
En octubre de 2012, Wanyama anotó dos veces contra St. Mirren en Saint Mirren Park, el segundo de los cuales fue media volea desde 25 yardas.
El 25 de octubre de 2012, el agente de Wanyama emitió un comunicado diciendo que había rechazado una oferta de contrato de mejora de la Celtic, afirmando que sus demandas salariales no podían ser satisfechas por el club en medio de especulaciones de los intereses de los clubes en Inglaterra. On 7 November, Wanyama opened the scoring as Celtic shocked Barcelona in the Champions League group stage, by beating them 2–1 at Celtic Park.

### Southampton
Después de mucha especulación y un desglose anterior en las conversaciones, el 11 de julio de 2013, Wanyama firmaba por el Southampton de la Premier League a cambio de £12.5m, convirtiéndolo en el primer keniata en jugar en la Premier League.
Waynama said: {{centered pull quote|Southampton es un buen club y tiene buenos jugadores, por lo que sólo quieren entrenar duro y trabajar duro para formar parte del once inicial. Vamos a ver a dónde me llevará. Me siento muy bien y estoy feliz de estar aquí. Había otras opciones, pero Southampton es un club con ambiciones, así que decidí venir aquí. Estoy muy agradecido de estar aquí y estoy ansioso por jugar en la Premier.

### Tottenham Hotspur F. C.
El 23 de junio de 2016 se confirmó el fichaje de Wanyama por el Tottenham Hotspur por 15 millones de euros.

### Montreal Impact
Tras tres temporadas y media en el conjunto londinense, a principios de marzo de 2020 se marchó al Montreal Impact.

## Carrera internacional
Wanyama hizo su debut con la selección de fútbol de Kenia en mayo de 2008 a los 18 años en un partido amistoso contra selección de fútbol de Liberia. También jugó en los cuatro partidos de su selección en las Clasificatoria de la CAF para el Mundial de Sudáfrica 2010. Wanyama se convirtió en el capitán de Kenia el 8 de junio 2014.

## Estilo de juego
Wanyama se convirtió rápidamente en un favorito de los aficionados del Celtic debido a su consistencia. Es un centrocampista que también puede jugar en defensa. Wanyama es un centrocampista "de área a área" (como Kevin De Bruyne o Arturo Vidal), experto en usar su fortaleza física, pero a su vez tranquilo con el balón el los pies.

## Estadísticas de su carrera
| Club                | Temporada           | Liga | Liga  | Copa  | Copa  | Copa de la Liga | Copa de la Liga | Internacional | Internacional | Total | Total |
| Club                | Temporada           | Part | Goles | Part. | Goles | Part.           | Goles           | Part.         | Goles         | Part  | Goles |
| ------------------- | ------------------- | ---- | ----- | ----- | ----- | --------------- | --------------- | ------------- | ------------- | ----- | ----- |
| Beerschat AC        | 2008–09             | 1    | 0     | –     | –     | –               | –               | –             | –             | 1     | 0     |
| Beerschat AC        | 2009–10             | 19   | 0     | 1     | 0     | –               | –               | –             | –             | 20    | 0     |
| Beerschat AC        | 2010–11             | 30   | 2     | 4     | 0     | –               | –               | –             | –             | 34    | 2     |
| Beerschat AC        | Total               | 50   | 2     | 5     | 0     | –               | –               | –             | –             | 55    | 2     |
| Celtic              |                     |      |       |       |       |                 |                 |               |               |       |       |
| 2011–12             | 29                  | 4    | 4     | 0     | 4     | 0               | 5               | 0             | 42            | 4     |       |
| 2012–13             | 32                  | 6    | 5     | 1     | 2     | 0               | 10              | 2             | 49            | 9     |       |
| Total               | 61                  | 10   | 9     | 1     | 6     | 0               | 15              | 2             | 91            | 13    |       |
| Southampton         |                     |      |       |       |       |                 |                 |               |               |       |       |
| 2013–14             | 23                  | 0    | 1     | 0     | 0     | 0               | –               | –             | 24            | 0     |       |
| 2014–15             | 32                  | 2    | 3     | 0     | 4     | 0               | 0               | 0             | 38            | 3     |       |
| 2015–16             | 30                  | 1    | 0     | 0     | 2     | 0               | 3               | 0             | 35            | 1     |       |
| Total               | Total               | 85   | 4     | 3     | 0     | 6               | 0               | 3             | 0             | 97    | 4     |
| Tottenham Hotspur   |                     |      |       |       |       |                 |                 |               |               |       |       |
| 2016–17             | 36                  | 4    | 3     | 0     | 1     | 0               | 7               | 0             | 47            | 5     |       |
| 2017–18             | 18                  | 1    | 3     | 0     | 4     | 0               | 0               | 0             | 38            | 3     |       |
| 2018–19             | 13                  | 1    | 0     | 0     | 2     | 0               | 3               | 0             | 24            | 1     |       |
| 2019–20             | 2                   | 0    | 0     | 1     | 0     | 0               | 1               | 0             | 4             | 0     |       |
| Total               | Total               | 69   | 6     | 9     | 0     | 4               | 0               | 15            | 1             | 97    | 7     |
| CF Montreal         |                     |      |       |       |       |                 |                 |               |               |       |       |
| 2020                | 21                  | 2    | –     | –     | –     | –               | 3               | 0             | 24            | 2     |       |
| 2021                | 27                  | 2    | 1     | 0     | –     | –               | –               | –             | 28            | 2     |       |
| 2022                | 32                  | 1    | 0     | 0     | 2     | 0               | 4               | 0             | 38            | 1     |       |
| 2023                | 25                  | 0    | 2     | 0     | 0     | 0               | 1               | 0             | 28            | 0     |       |
| 2024                | 12                  | 0    | 0     | 0     | 2     | 0               | 1               | 0             | 15            | 1     |       |
| Total               | Total               | 117  | 5     | 5     | 1     | 2               | 0               | 9             | 0             | 133   | 6     |
| Total de la carrera | Total de la carrera | 383  | 27    | 31    | 2     | 18              | 0               | 41            | 4             | 474   | 32    |

## Palmarés

### Títulos nacionales
| Título                          | Club           | País    | Año     |
| ------------------------------- | -------------- | ------- | ------- |
| Premier League de Escocia       | Celtic F. C.   | Escocia | 2011-12 |
| Premier League de Escocia       | Celtic F. C.   | Escocia | 2012-13 |
| Copa de Escocia                 | Celtic F. C.   | Escocia | 2012-13 |
| Campeonato Canadiense de Fútbol | C. F. Montréal | Canadá  | 2021    |

## Vida personal
Wanyama viene de una familia muy deportiva. Su hermano McDonald Mariga juegaParma cedido por el Inter Milan, también como un centrocampista, while his other brothers Thomas and Sylvester Wanyama play for Sofapaka and Sony Sugar respectivamente. Su padre, Noé Wanyama, era un futbolista de A.F.C. Leopards in the 1980s, y su hermana Mercy es una jugadora de baloncesto profesional en Kenia.
Wanyama es manejado por ExtraTime and has a boot sponsorship deal with Nike.